# Rosalie Wöss
Rosalie Wöss (* 17. April 2002) ist eine österreichische Judoka und österreichische Judo-Staatsmeisterin 2020 bis 63 kg. Sie trägt den 1. Dan.

## Biografie
Sie besuchte das Europagymnasium Linz-Auhof. Nach Abschluss der Sekundarstufe I wechselte sie in das ORG für Leistungssport in Linz.
Wöss begann ihre Judokarriere beim Judo ASKÖ Urfahr.
2017 wechselte sei zum Verein ASKÖ Reichraming.

## Mannschaftsmeisterschaft
Seit 2022 kämpft sie mit ihrem Verein in der Frauen Judo Bundesliga. Im ersten Jahr erreichte das Team den 6. Platz.

## Erfolge

### International
- 2018 Sarajevo EM U18: 5. Platz[10][11][12]
- 2019 Warschau EM U18: ausgeschieden[13][14]
- 2019 Baku EYOF: ausgeschieden[15][16]

### Staatsmeisterschaft
- 2020 Oberwart: 3. Platz[17]
- 2021 Straßwalchen: 3. Platz[18]
- 2022 Weiz: 1. Platz[19]

## Auszeichnungen
- Top Talent 2019 - Nominiert[20][21]
- Spitzensportler des Jahres - Rookie of the year 2018/19[22][23]
- Oberösterreichisches Landes-Sportehrenzeichen in Bronze 2023[24]